# Åmträsket (Norsjö socken, Västerbotten)
Åmträsket är en sjö i Norsjö kommun i Västerbotten och ingår i Umeälvens huvudavrinningsområde. Sjön har en area på 1,42 kvadratkilometer och ligger 247,1 meter över havet. Sjön avvattnas av vattendraget Åman.

## Delavrinningsområde
Åmträsket ingår i det delavrinningsområde (720130-165664) som SMHI kallar för Utloppet av Åmträsket. Medelhöjden är 261 meter över havet och ytan är 5,94 kvadratkilometer. Räknas de 14 avrinningsområdena uppströms in blir den ackumulerade arean 220,46 kvadratkilometer. Åman som avvattnar avrinningsområdet har biflödesordning 3, vilket innebär att vattnet flödar genom totalt 3 vattendrag innan det når havet efter 193 kilometer. Avrinningsområdet består mestadels av skog (70 procent). Avrinningsområdet har 1,39 kvadratkilometer vattenytor vilket ger det en sjöprocent på 23,4 procent.